# Glandularia tomophylla
Glandularia tomophylla là một loài thực vật có hoa trong họ Cỏ roi ngựa. Loài này được (Briq.) P.Peralta mô tả khoa học đầu tiên năm 2007.